# Joram Marci'ano
Joram Marci'ano (hebrejsky יורם מרציאנו, narozen 31. října 1964 Ramla) je izraelský politik a bývalý poslanec Knesetu za Stranu práce.

## Biografie

### Osobní a profesní život
Narodil se ve městě Ramla. Získal středoškolské vzdělání. Sloužil v izraelské armádě, kde získal hodnost seržanta (Samal). Hovoří hebrejsky, anglicky a arabsky.

### Politická dráha
V roce 1998 byl místostarostou města Lod. V letech 1999–2001 zastával post ředitele úřadu premiéra pro Centrální distrikt.
V izraelském parlamentu zasedl po volbách do Knesetu v roce 2006, ve kterých kandidoval za Stranu práce. V letech 2006–2009 v Knesetu působil jako člen výboru pro televizi a rozhlas, výboru pro ekonomické záležitosti, výboru práce, sociálních věcí a zdravotnictví, výboru vnitřních záležitosti a životního prostřední (v něm působil jako místopředseda), výboru House Committee, výboru pro drogové závislosti a petičního výboru.
Ve volbách do Knesetu v roce 2009 kandidoval, ale vzhledem k nízkému procentuálnímu zisku Strany práce nezískal mandát v Knesetu. Do Knesetu nicméně nastoupil 9. prosince 2012 za Stranu práce jako náhradník poté, co na mandát rezignoval poslanec Amir Perec. V parlamentu setrval jen krátce do voleb v roce 2013 a do činnosti zákonodárného sboru se výrazněji nezapojil.